# Jean Marie
Jean Marie (8 janvier 1891 - 21 février 1983) est un ingénieur du génie maritime et chef d'entreprise français. 

## Biographie
Polytechnicien, il entre au service de la Compagnie générale transatlantique comme ingénieur, et en devient rapidement administrateur. En 1933, il est chargé de l'aménagement et de la conception de la sécurité du paquebot Normandie, appelé à devenir le plus gros navire de la flotte de la Transat. Il participe ensuite à la promotion du navire, notamment au cours de conférences scientifiques à la Sorbonne.
En 1938, il devient directeur de la flotte de commerce et du travail maritime au sein du ministère de la Marine marchande. L'année suivante, alors que Marcel Olivier démissionne de la présidence de la compagnie, Marie est appelé à le remplacer. Cependant, la défaite de 1940 et l'Occupation allemande conduisent à son éviction au profit d'Henri Cangardel. Il retrouve la direction de la compagnie en 1944, à la Libération.
Chargé d'assurer la pérennité d'une entreprise qui a perdu une grande partie de sa flotte dans le conflit, il lance une grande entreprise de récupération de navires coulés comme le De Grasse, de refonte de paquebots comme l'Île-de-France et le Liberté, et de reconstructions dans les années 1950. C'est enfin lui qui entreprend la construction du paquebot France. Il prend sa retraite en 1961 et est remplacé, après une période de transition de trois ans, par son directeur général Edmond Lanier. Jean Marie meurt en 1983.

## Décorations
- Grand-croix de la Légion d'honneur Le président René Coty lui remet les insignes de grand-croix le 27 juillet 1955[1].
- Commandeur de l'ordre de l'Économie nationale (1954)[2]